# Yabucú
Yabucú es una localidad situada en el municipio de Acanceh, en el estado de Yucatán, México. Según el censo de 2020, tiene una población de 2 habitantes.
Está ubicada 30 kilómetros al sureste de la ciudad de Mérida y a tres kilómetros al este del pueblo de Acanceh.
Forma parte de la llamada zona henequenera de Yucatán.

## Toponimia
La palabra Yabucú es la escritura castellanizada de la palabra  maya Ya’ab ukum, que significa lugar donde abunda la paloma torcaza. Así lo consideraron Cecilio Robelo y Antonio Peñafiel, quienes elaboraron en 1897 y en 1901 respectivamente, diccionarios toponímicos de los pueblos y asentamientos de México. Antonio Peñafiel fue el encargado de levantar el primer censo nacional en el año de 1900, durante el porfiriato.
Para la gente que habita hoy el pueblo de Yabucú en Acanceh, el nombre de su población significa lugar donde abundan nidos o Ya’ab k’u, en lengua maya.

## Hechos históricos
En la época colonial esta finca formó parte de  la red de haciendas y ranchos que conformaron la parroquia de Tecoh, hasta el año de 1779 en que se dividió la jurisdicción y se estableció una cabecera parroquial en el pueblo de Acanceh.
En Yucatán existieron asociaciones de personas que se unían con la intención de promover y sostener el culto a un santo, las cuales se denominaban: cofradías. Casi todos los pueblos de indios tenían una o más cofradías, mismas que obtenían sus recursos de una estancia ganadera que se fundaba para ese fin. 
Se estima que en 1750 existían [en la provincia de Yucatán] aproximadamente 137  [estancias de cofradías, ubicadas en] 108 pueblos de los 203 existentes. Generalmente, estas estancias se instalaban en tierras comunales pertenecientes a los pueblos, y obtenían su capital a partir de donaciones que los devotos hacían, las que consistían generalmente en dinero o ganado.
Yabucú se fundó como una cofradía indígena del pueblo de Acanceh, la cual reverenciaba a San Miguel Arcángel y como tal funcionó durante el siglo XVIII. 
Más tarde, Yabucú se vendió y el comprador fue Juan Crisóstomo Mimenza. Este hombre, en algún momento de principios del siglo XIX, vendió la finca a Francisco Cicero y Cárdenas. La hacienda Yabucú estaba en manos de los Cicero cuando en 1847 estalló la denominada Guerra de Castas en la península de Yucatán. Durante este conflicto que duró medio siglo la hacienda Yabucú fue abandonada, como sucedió con la mayoría de las haciendas yucatecas. Es hasta mediados del siglo XX cuando se reinicia la actividad económica en el poblado que da pauta para que la hacienda sea restaurada y recientemente dedicada a la actividad turística, de la que se beneficia exitosamente en la actualidad.